# Amla, Madhya Pradesh
Amla là một thành phố và khu đô thị của quận Betul thuộc bang Madhya Pradesh, Ấn Độ.

## Địa lý
Amla có vị trí 21°31′B 76°39′Đ / 21,52°B 76,65°Đ Nó có độ cao trung bình là 313 mét (1026 feet).

## Nhân khẩu
Theo điều tra dân số năm 2001 của Ấn Độ, Amla có dân số 29.553 người. Phái nam chiếm 52% tổng số dân và phái nữ chiếm 48%. Amla có tỷ lệ 77% biết đọc biết viết, cao hơn tỷ lệ trung bình toàn quốc là 59,5%: tỷ lệ cho phái nam là 83%, và tỷ lệ cho phái nữ là 70%. Tại Amla, 12% dân số nhỏ hơn 6 tuổi.